# Cyril Baselios
Cyril Baselios O.I.C.  (Malayalam: മോറന്‍ മോര്‍ സിറില്‍ അസെലിഒസ് അതൊല്കിഒസ് ബാവ) (Pandalam, 16 augustus 1935 - Trivandrum, 18 januari 2007) was een Indiaas geestelijke en grootaartsbisschop-katholikos van de Syro-Malankara-katholieke Kerk. 
James Malancharuvil werd geboren als zoon van Mathai en Aleyamma Malancharuvil in Pandalam (Pathanamthitta, India). In 1951 trad hij in bij de Orde van Imitatie van Christus (O.I.C.) waarna hij de naam Cyril aannam. Hij werd op 4 oktober 1960 tot priester gewijd.
Nadat Cyril Malancharuvil in 1965 aan de Pauselijke Universiteit Gregoriana in Rome zijn doctorsgraad had behaald, was hij werkzaam aan het Sint Thomas apostolisch seminarie in Kottayam. Van 1970 tot 1974 studeerde hij psychologie aan de St. John's University in New York. In 1974 werd hij gekozen als superieur-generaal van zijn orde. Op 28 oktober 1978 werd hij benoemd tot bisschop van Bathery; zijn bisschopswijding vond plaats op 28 december 1978. Hij nam daarop de naam Cyril Mar Baselios aan.
Op 6 november 1995 werd Cyril Mar Baselios gekozen als aartsbisschop van Trivandrum en leider van de Syro-Malankara-katholieke Kerk, als opvolger van Benedict Gregorios die op 10 oktober 1994 was overleden. Zijn benoeming werd op 29 november 1995 bevestigd door paus Johannes Paulus II. Hij werd tevens voorzitter van de synode van de Syro-Malankara-katholieke Kerk. Van 2000 tot 2004 was hij voorzitter van de bisschoppenconferentie van India.
Toen op 10 februari 2005 het aartsbisdom Trivandrum werd verheven tot grootaartsbisdom, werd Cyril Mar Baselios de eerste grootaartsbisschop-katholikos van de Syro-Malankara-katholieke Kerk.
Moran Mor Cyril Baselios Katholikos overleed op 71-jarige leeftijd plotseling aan een hartaanval. 